# キー (島)

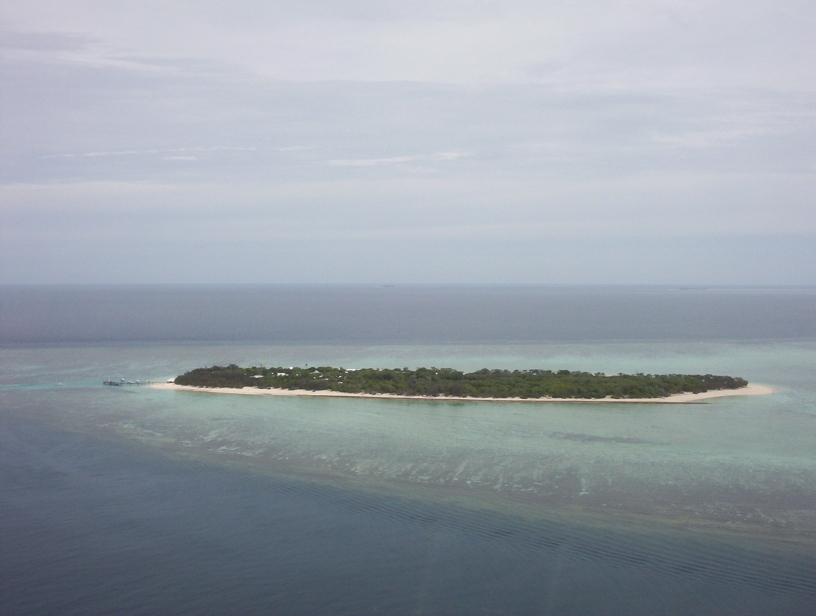
キーの一つ、オーストラリアのヘロン島

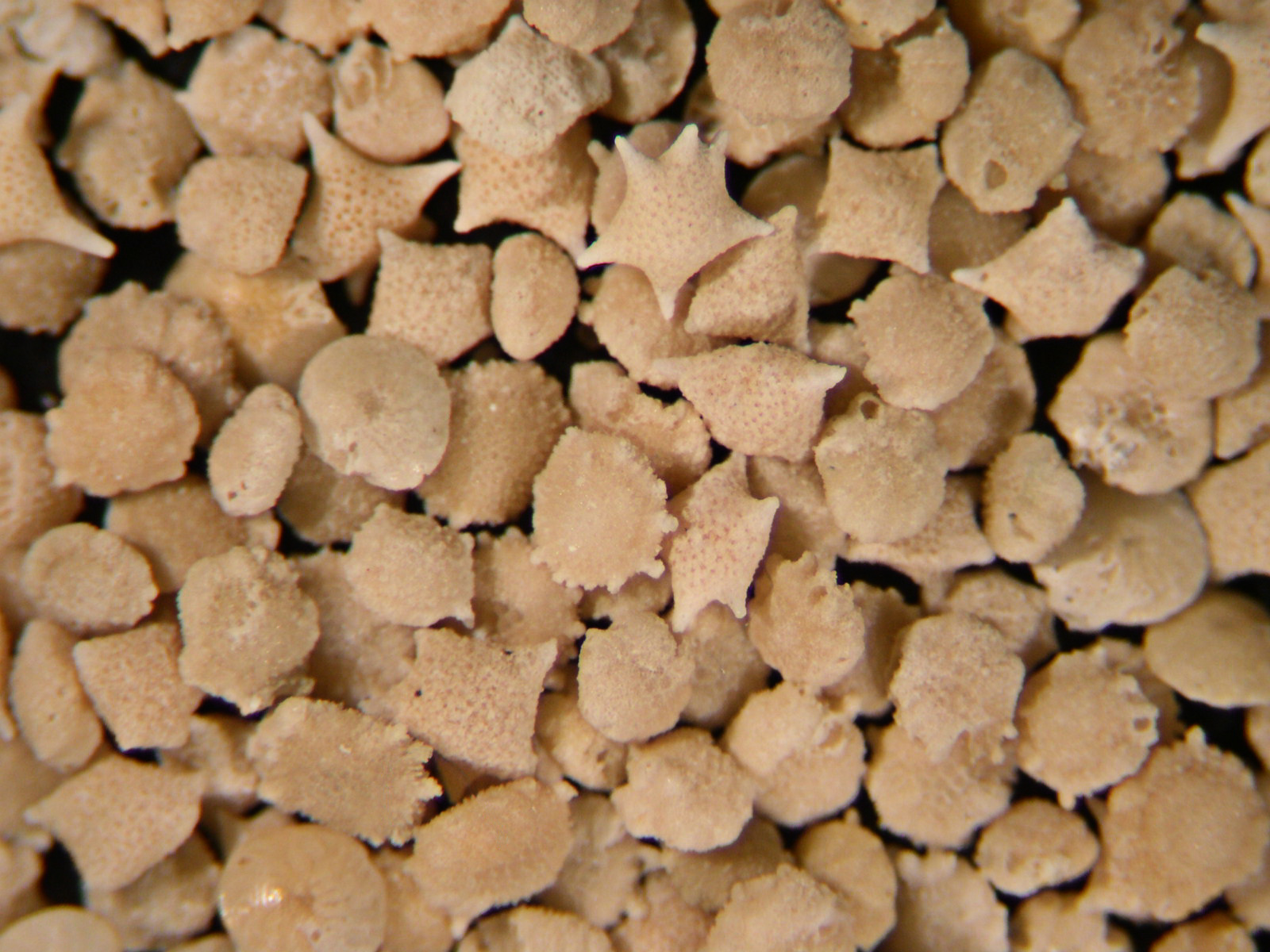
キーの砂を光学顕微鏡で見た様子

キー（英語: cay, key）は、サンゴ礁の上にできた、小さく標高の低い島を指す語。スペイン語の cayo に由来する。この名を持つ著名なものとして、アメリカ合衆国のフロリダ半島沖にあるフロリダキーズが挙げられる。
ベリーズ沖には世界遺産にもなった、世界第2位のベリーズ・バリア・リーフがあり、およそ450のキーがあると言われている。
| サブスタブ | この項目は、まだ閲覧者の調べものの参照としては役立たない、書きかけの項目です。この項目を加筆・訂正などしてくださる協力者を求めています。このテンプレートは分野別のサブスタブテンプレートやスタブテンプレート（Wikipedia:分野別のスタブテンプレート参照）に変更することが望まれています。 |